# 笑福亭呂翔
笑福亭 呂翔（しょうふくてい ろしょう、1998年4月22日 - ）は、上方落語協会および松竹芸能に所属する落語家。笑福亭呂鶴門下。本名は池田 雄偉。

## 経歴
- 2017年4月1日∶笑福亭呂鶴に入門。
- 2020年4月1日∶年季明け。

## 人物
- NHK大阪放送局の不定期放送の番組「落語家アイドル育成プロジェクト～上方ルーキーズ～」から生まれた落語家アイドルグループ「らくご男子」 のメンバーとして、歌手としても活動している。担当カラーは緑色。